# 平瀨芋螺
平瀨芋螺（学名：Conus hirasei）为芋螺科芋螺屬下的一个种。